# Kamień z Rosetty

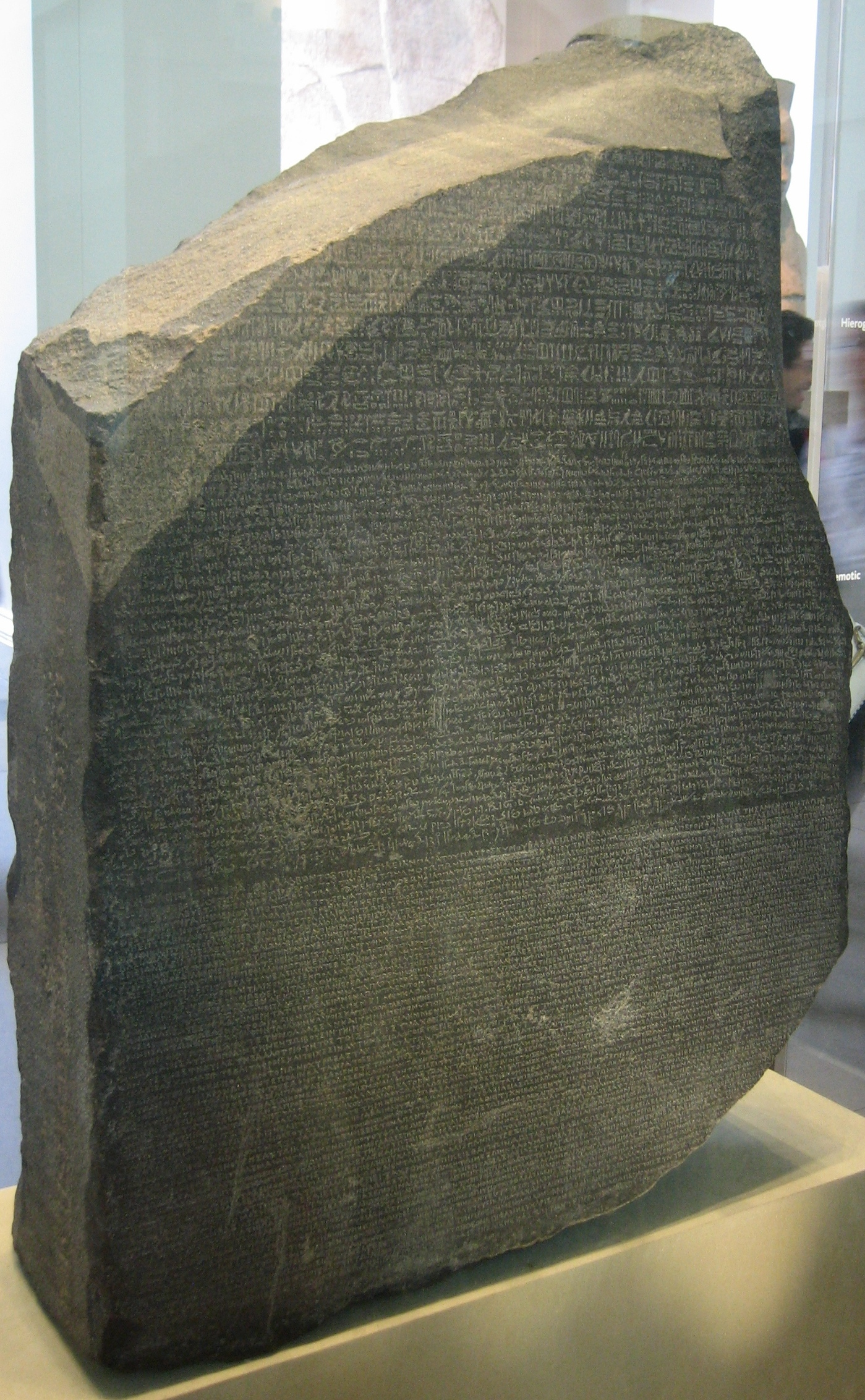
Kamień z Rosetty w Muzeum Brytyjskim

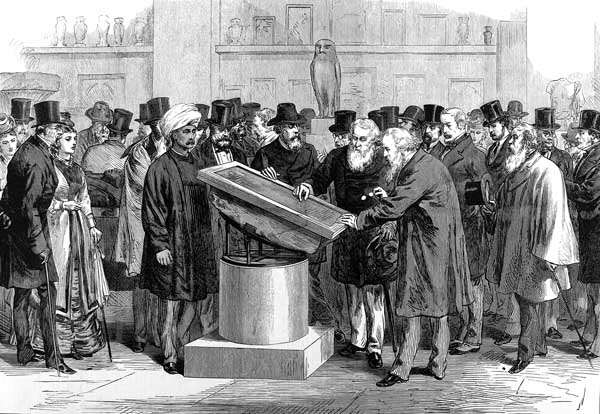
Naukowcy oglądają Kamień z Rosetty podczas Międzynarodowego Kongresu Orientalistów w 1874

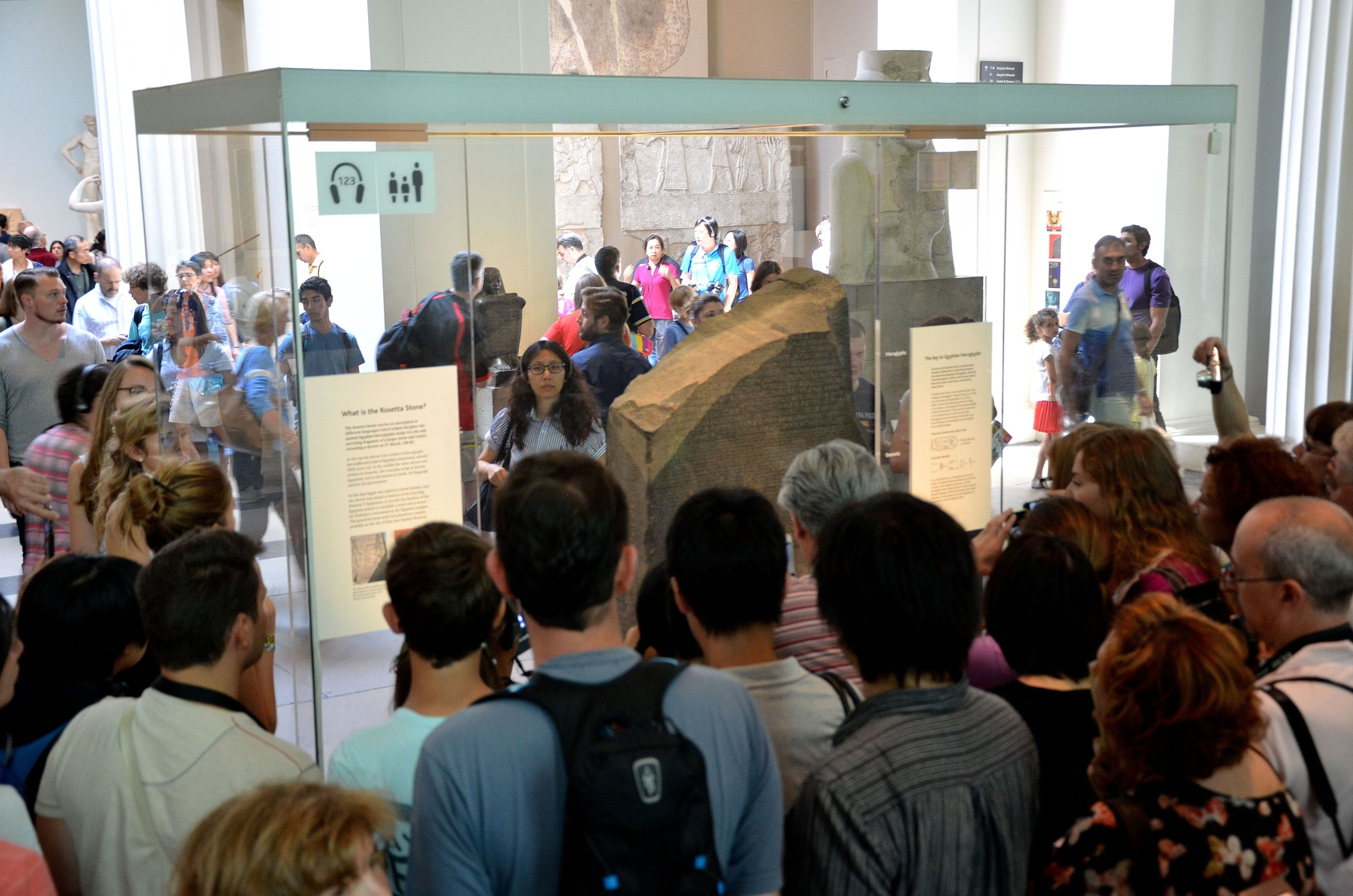
Kamień z Rosetty otoczony przez zwiedzających w Muzeum Brytyjskim

Kamień z Rosetty – zabytek piśmiennictwa staroegipskiego, którego odkrycie miało przełomowe znaczenie dla odczytania egipskich hieroglifów. Obecnie znajduje się w zbiorach Muzeum Brytyjskiego w Londynie.

## Wygląd
Kamień z Rosetty to szara, granodiorytowa (w starszych publikacjach błędnie opisywana jako bazaltowa) płyta o wysokości 114,4 cm, szerokości 72,3 cm i grubości 27,9 cm oraz wadze 762 kg. Jedna strona jest wypolerowana i na niej wyryty został tekst dwujęzyczny w trzech wersjach – po egipsku pismem hieroglificznym i demotycznym oraz po grecku. W górnej części znajduje się 14 wersów z 1419 hieroglifami, w środkowej 32 wersy z zapisem demotycznym, w dolnej – 34 wersy zapisane pismem greckim.
Górna część z hieroglifami jest uszkodzona (niekompletna), środkowa – demotyczna zachowała się najlepiej, w dolnej brakuje prawego rogu, a więc zakończenia tekstu.

## Treść

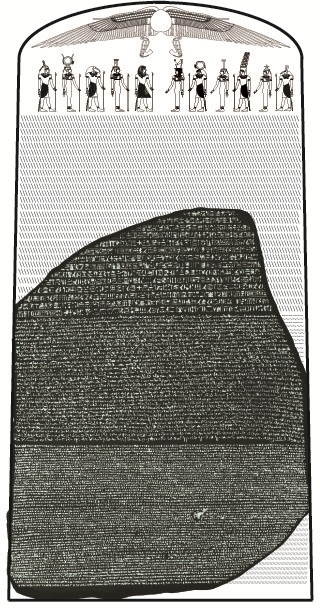
Rekonstrukcja możliwego wyglądu steli

Tekst zapisany greką został szybko odczytany przez filologów. Był to ten sam tekst, który został zapisany w trzech wersjach i dwóch językach, aby był zrozumiały zarówno przez rodowitych Egipcjan, jak i przez Greków. Jego treść stanowi dekret wydany 27 marca roku 196 p.n.e. przez kapłanów egipskich w Memfis dla uczczenia faraona Ptolemeusza V z okazji pierwszej rocznicy koronacji, w związku z doznanymi od niego dobrodziejstwami. Faraon po wstąpieniu na tron ogłosił amnestię, obniżył podatki i podniósł dochody kapłanów.

## Historia odkrycia
Płyta stanowiła część steli ustawianej w świątyniach na polecenie kapłanów w pobliżu wizerunku faraona. Została odkryta podczas robót fortyfikacyjnych w średniowiecznej twierdzy – fortu Rachid (nazwanego przez Francuzów Fort Julien) w egipskim porcie Rosette (ok. 56 km od Aleksandrii), 15 lipca 1799 r., przez kapitana Pierre’a-François Boucharda w trakcie wyprawy Napoleona do Egiptu.  Płyta stanowiła element starego muru twierdzy, remontowanego przez żołnierzy francuskich w oczekiwaniu na spodziewany atak turecki na zachodnią część Delty.
Znalezisko przetransportowano statkiem do Kairu, gdzie 29 lipca 1799 r. przedstawiono informację o tym odkryciu Instytutowi Egipskiemu oraz francuskiej placówce naukowej koordynującej całość prac badawczych na terenie Egiptu.
Na mocy układu kapitulacyjnego z Aleksandrii w 1801 r. zabytek został przejęty (podobnie jak i inne eksponaty zgromadzone wówczas przez francuskich naukowców w Egipcie) przez Wielką Brytanię. Kamień trafił najpierw do biblioteki Stowarzyszenia Antykwariuszy w Londynie, następnie w 1802 r. został oficjalnie ofiarowany Muzeum Brytyjskiemu (British Museum) jako dar króla Jerzego III. Jest tam przechowywany do dziś.
Ponieważ znaczenie tekstu greckiego było znane, możliwe stało się odczytanie hieroglifów. Dokonali tego: w 1822 roku Francuz Jean-François Champollion i w 1823 roku Anglik Thomas Young. Champollion posłużył się kopią kamienia, gdyż Francuzi sporządzili rysunki wszystkich zabytków, które musieli oddać Anglikom.

## Spór o odzyskanie kamienia
Kamień od dziesiątek lat jest przedmiotem sporów między rządem w Kairze a Wielką Brytanią. Podobnie sprawa wygląda z Marmurami Elgina, o których zwrot z British Museum zabiega Grecja. To właśnie roszczenia Aten, wznowione w 2003 r., pobudziły w Egipcie debatę na temat odzyskania wywiezionych dóbr. Najdonioślejszym przedstawicielem Kairu w sporze stał się egiptolog Zahi Hawass.